# Zdeněk Burian
Zdeněk Michael František Burian (Kopřivnice, 11 febbraio 1905 – Praga, 1º luglio 1981) è stato un pittore e illustratore ceco.

## Biografia e produzione artistica

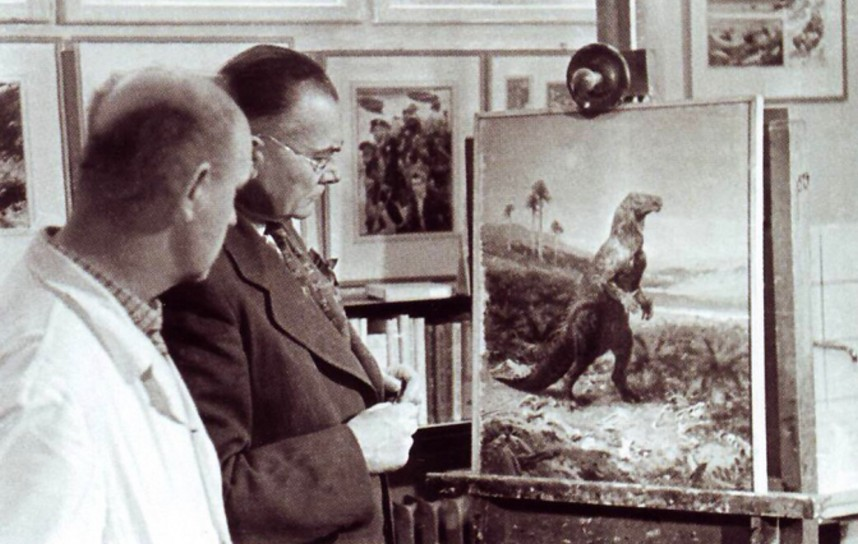
Zdeněk Burian (sinistra) e Josef Augusta, con il dipinto dell'Iguanodon dello stesso Burian (foto del 1950)

Formatosi all'Accademia di belle arti di Praga, conobbe il paleontologo Josef Augusta, per le cui pubblicazioni fece da illustratore, divenendo noto al pubblico dell'Europa occidentale e divenendo uno dei paleoartisti più conosciuti.
Il Moravské zemské Muzeum (Museo Moravo) di Brno possiede la maggior collezione di opere di Burian: circa duecento fra olii, disegni e bozzetti, esposti nel 2011 in un'occasione del 30º anniversario della morte dell'artista. Gli è stato inoltre dedicato nel 1991 un museo nella cittadina di Štramberk, dove Burian visse alcuni anni.

## Pubblicazioni con Josef Augusta
- Prehistoric animals, Londra, Paul Hamlyn Publisher, 1956.
- Prehistoric man, Londra, Paul Hamlyn Publisher, 1960.
- Prehistoric reptiles and birds, Londra, Paul Hamlyn Publisher, 1961.
- A book of mammoths, Londra, Paul Hamlyn Publisher, 1962.
- Prehistoric sea monsters, Londra, Paul Hamlyn Publisher, 1964.
- The age of monsters, Londra, Paul Hamlyn Publisher, 1966.